# Chikohoki
Chikohoki (po Sultzmanu isto i Chihohock, Chilohoki), jedna od skupina Unalachtigo Indijanaca, delawarske rase, koji su živjeli na zapadnoj strani rijeke Delaware, a njihovo glavno selo nalazilo se na mjestu Crane Brook Church-a blizu ušća rijeka Christanna.
Istoimeno selo Chikohoki, pripadalo je Manta Indijancima a nalazilo se namjestu današnjeg Burlingtona, u okrugu Burlington u New Jersey.